# Finca El Pato
Parque Litoral, llamado oficialmente Finca El Pato, es un barrio perteneciente al distrito Carretera de Cádiz de la ciudad andaluza de Málaga, España. Según la delimitación oficial del ayuntamiento, limita al norte con los barrios de Málaga 2000, Mainake y Almudena; al este, con Industrial La Térmica; al sur, con Minerva y el Paraje Natural Desembocadura del Guadalhorce; y al oeste, con los terrenos del Palacio de Deportes José María Martín Carpena. En 2007 tenía 3065 habitantes.
La gran mayoría de urbanizaciones que conforman el barrio fueron construidas durante principios del siglo XXI, y en su tiempo fue la gran expansión de Málaga junto al oeste de Teatinos. El barrio acoge el Estadio Ciudad de Málaga y el Centro Acuático de Málaga. El Martín Carpena también se encuentra en las inmediaciones del barrio.

## Historia
Los terrenos donde se encuentra situado el barrio fueron ocupados por una antigua finca hoy desaparecida, conocida como Finca El Pato, a la que debe el nombre oficial del ayuntamiento. A principios de los años 2000, comenzó la construcción de las primeras urbanizaciones del barrio y se configura el esquema viario, con grandes avenidas y zonas verdes, siguiendo un modelo utilizado en otras partes de la ciudad como Teatinos. 

## Ubicación geográfica
|                                                      | Norte: Málaga 2000, Mainake y Almudena;                        |                  |
| Oeste: Palacio de Deportes José María Martín Carpena |                                                                | Este: La Térmica |
|                                                      | Sur: Minerva y el Paraje Natural Desembocadura del Guadalhorce |                  |

## Lugares de interés

### Estadio Ciudad de Málaga
Tiene una capacidad de 7616 espectadores en su grada más 3200 en el anillo perimetral que constituye un total de 10.816 espectadores. Las obras del mismo fueron iniciadas en diciembre de 2003 y en él se han celebrado varios acontecimientos deportivos como el Campeonato de España de atletismo de 2005, la Copa de Europa de atletismo de 2006, la primera etapa de la Vuelta ciclista a España de 2006, el Gran Premio de Andalucía en pista de 2009 y el Campeonato de España de atletismo de categoría absoluta de 2011.

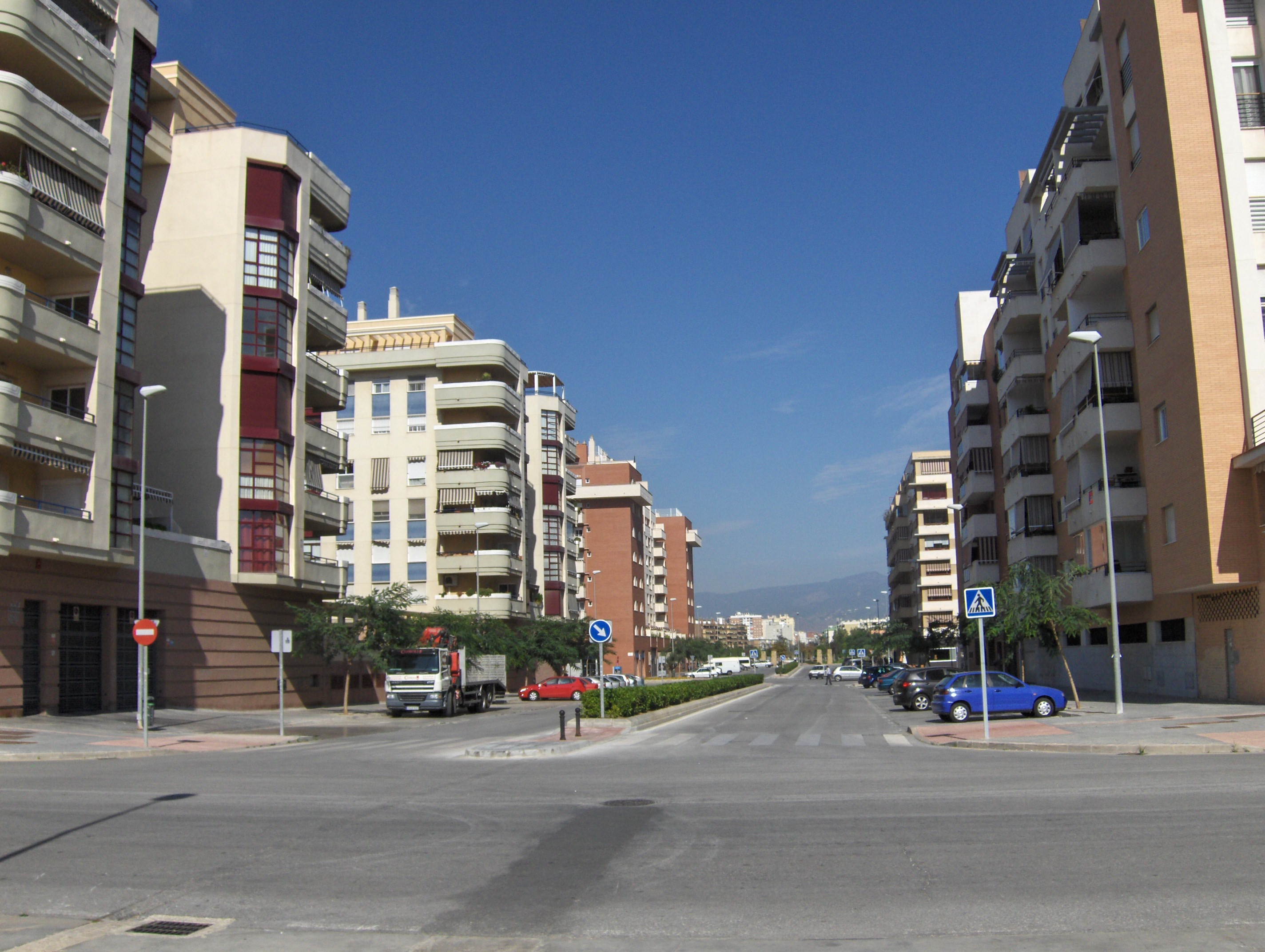
Calle de Concha Lagos, en Finca El Pato.

### Centro Acuático de Málaga
Es la mayor instalación para la práctica de deportes y actividades acuáticas de la ciudad. Fue inaugurado el 24 de junio de 2008 con el motivo de la celebración del Campeonato Europeo de Waterpolo. Tiene una capacidad para 17.000 usuarios en verano y 15.000 en invierno y cuenta con gradas para 860 espectadores. Cuenta con tres piscinas interiores, una olímpica de 50 m, otra de 34'5m, de profundidad y longitud regulable, y otra con jacuzzis y zonas termales de relajación. También posee, en el exterior, una piscina olímpica de 50 m.

### Parque Litoral
Fue inaugurado en 2006 y tiene una superficie de 51.000 m². El parque se articula en torno a dos ejes perpendiculares que se cruzan en una rototona situada en el centro y un sendero perimetral del que parten senderos menores de trazado sinuoso. Está equipado con áreas de petanca y juegos infantiles y espacios para la práctica de fútbol y baloncesto. Tiene unos 620 árboles de diferentes especies y 8.500 m² de arbustos y 21.700 m² de césped.

## Educación

### Educación infantil y primaria
- CEIP "Clara Campoamor"

### Educación secundaria
- IES "Mare Nostrum" (Mainake)
- IES "Fernando de los Ríos" (Almudena)

## Sanidad

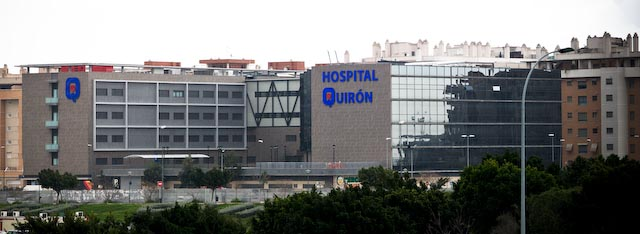
Hospital Quirón en Málaga.

- Hospital Quirónsalud Málaga

## Infraestructura

### Comercio
- Carrefour
- Mercadona
- DIA
- Lidl
- Burger King

### Recreación
- Parque Litoral
- Parques y jardines

## Transporte
En autobús queda conectado mediante las siguientes líneas de la EMT:
| Línea | Trayecto                               | Recorrido | Frecuencia    |
| ----- | -------------------------------------- | --------- | ------------- |
| 7     | Miraflores - Parque Litoral            | Recorrido | 12-13 minutos |
| 31    | Paseo del Parque - Palacio de Deportes | Recorrido | 18-25 minutos |

En metro queda conectado mediante la estación de Palacio de los Deportes de Metro Málaga: 
| Líneas de metro con parada en esta estación | Líneas de metro con parada en esta estación | Líneas de metro con parada en esta estación | Líneas de metro con parada en esta estación |                         |
| << cabecera                                 | < estación                                  | línea                                       | estación >                                  | cabecera >>             |
| ------------------------------------------- | ------------------------------------------- | ------------------------------------------- | ------------------------------------------- | ----------------------- |
| Guadalmedina                                | Puerta Blanca                               |                                             | Termina                                     | Palacio de los Deportes |